# Schocherswil
Schocherswil ist eine Ortschaft der politischen Gemeinde Amriswil im Bezirk Arbon des Kantons Thurgau in der Schweiz.
Schocherswil bildete von 1803 bis 1996 eine Ortsgemeinde in der Munizipalgemeinde Zihlschlacht. Seit dem 1. Januar 1997 ist Schocherswil Teil der Gemeinde Amriswil.

## Geographie
Schocherswil liegt auf einer Anhöhe des Aachtals zwei Kilometer südwestlich von Amriswil.

## Geschichte

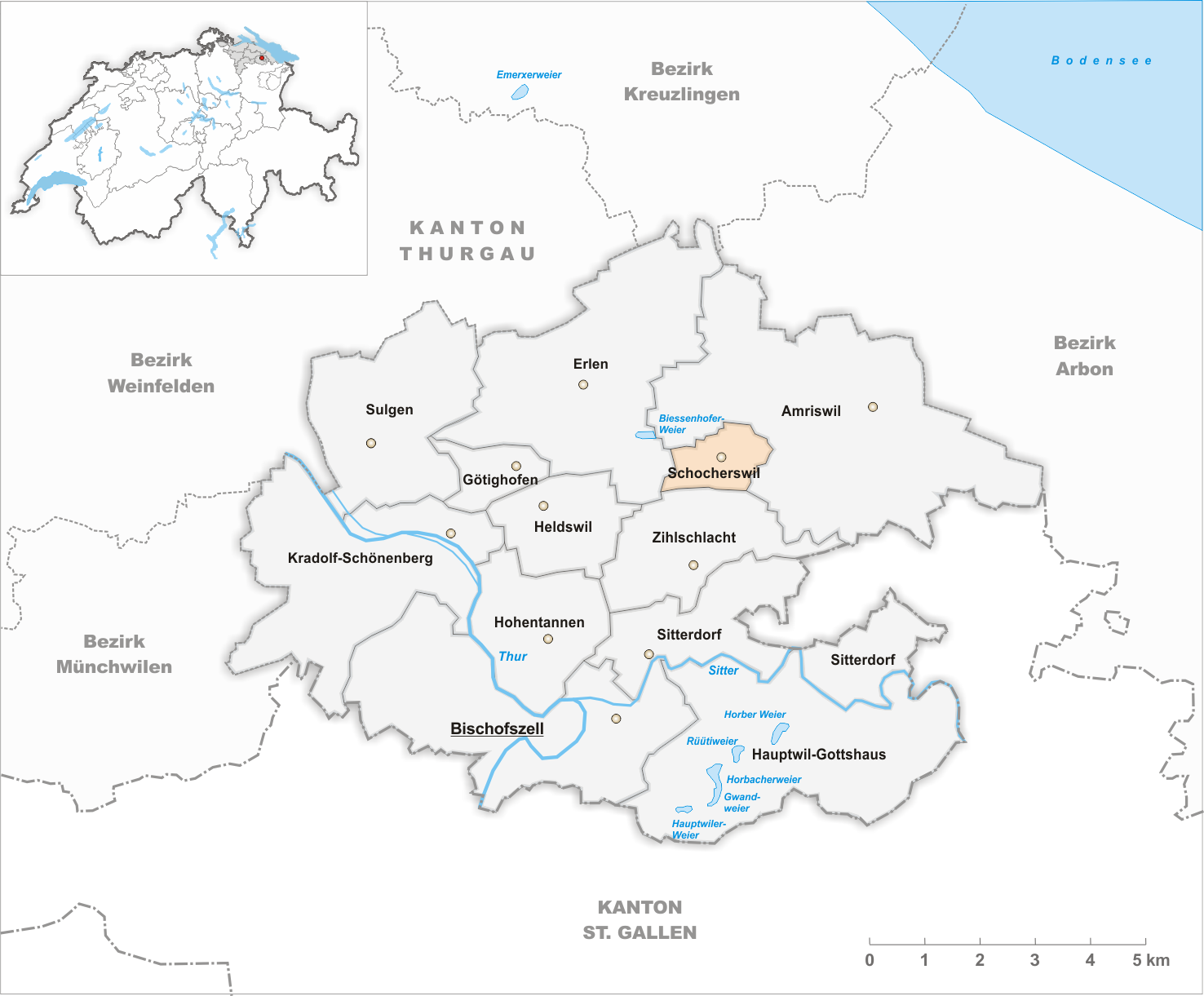
Gemeindestand vor der Fusion im Jahr 1997

Schocherswil wurde vermutlich 883 als Wilare, 1359 als ze dem hangenden Wile und 1413 als Schocherswylen erwähnt. Ausgrabungen in den Jahren 1963 bis 1967 am Burgstock westlich von Schocherswil weisen auf eine mittelalterliche Motte hin, die vermutlich im 13. Jahrhundert die bischöflich-konstanzerischen Ministerialen von Wiler bewohnten.

→ siehe auch Abschnitt Burgstock im Artikel Biessenhofen TG
Das niedere Gericht Schocherswil gehörte zur Herrschaft Eppishausen, die 1447 eine Offnung erhielt und die von 1372 bis 1535 als bischöflich-konstanzisches Lehen in den Händen der von Helmsdorf lag. 1698 bis 1798 besass sie das Kloster Muri.
Schocherswil, reformiert seit 1529, teilte kirchlich stets das Schicksal von Sommeri. Seit 1873 besteht eine Chrischona-Gemeinde.
Der Getreidebau im Dreizelgensystem bildete die wirtschaftliche Grundlage, daneben wurden Obst-, Gras- und bis 1900 Rebbau betrieben. Ab 1817 wurden auch Kartoffeln angebaut und 1864 eine Käserei eingerichtet. Das Kleingewerbe war u. a. mit einer Bäckerei, Metzgerei und Küferei vertreten. 1878 bis 1895 existierte eine mechanische Stickerei.

## Bevölkerung
| Jahr         | 1831  | 1850  | 1900  | 1950  | 1990  | 2000  | 2010  | 2018  | 2023  |
| Ortsgemeinde | 238   | 200   | 224   | 254   | 290   |       |       |       |       |
| Ortschaft    |       |       |       |       |       | 320   | 214   | 378   | 395   |
| Quelle       | [ 3 ] | [ 3 ] | [ 3 ] | [ 3 ] | [ 3 ] | [ 4 ] | [ 5 ] | [ 2 ] | [ 6 ] |

Von den insgesamt 395 Einwohnern der Ortschaft Schocherswil am 31. Dezember 2023 waren 32 bzw. 8,1 % ausländische Staatsbürger. 174 (44,1 %) waren evangelisch-reformiert und 77 (19,5 %) römisch-katholisch.